# Стрийкі (Мазовецьке воєводство)
Стрийкі (пол. Stryjki) — село в Польщі, у гміні Тлущ Воломінського повіту Мазовецького воєводства.
Населення — 139 осіб (2011).
У 1975-1998 роках село належало до Остроленцького воєводства.

## Демографія
Демографічна структура станом на 31 березня 2011 року:
|          | Загалом | Допрацездатний вік | Працездатний вік | Постпрацездатний вік |
| -------- | ------- | ------------------ | ---------------- | -------------------- |
| Чоловіки | 72      | 15                 | 51               | 6                    |
| Жінки    | 67      | 12                 | 36               | 19                   |
| Разом    | 139     | 27                 | 87               | 25                   |